# 新华路 (上海)

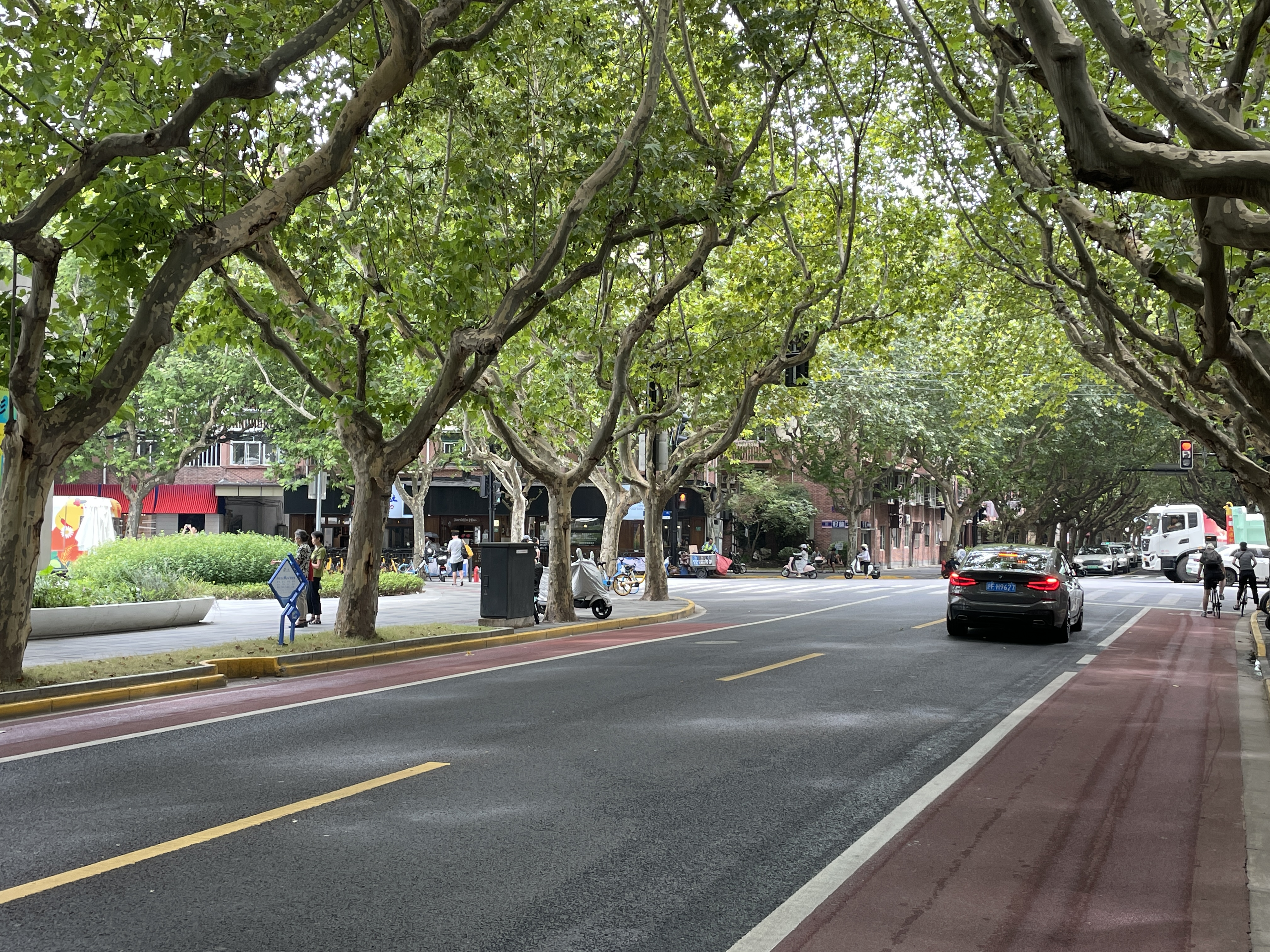
新华路近番禺路

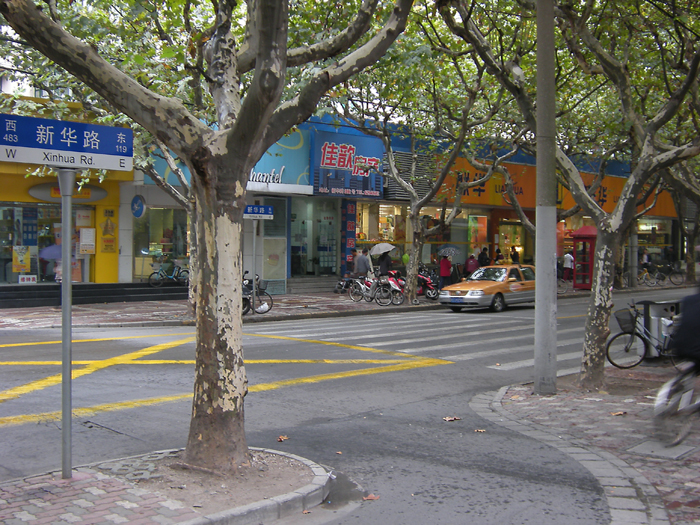
新华路

新华路是中国上海市长宁区的一条街道，东西走向。东起淮海西路，西至凯旋路。长2434米，宽16.7米到31米，为沟通虹桥国际机场、虹桥路与淮海中路的重要通道，多花园洋房。
新华路原名法华路，以其北面的古镇法华镇上的千年“法华禅寺”得名。“法华禅寺”旧址仍存有北宋时期的两棵银杏树。故有“先有法华，后辟上海”的说法。法华路后来改名安和寺路（Avenue Amherest），修筑于1925年江浙战争期间，属于上海公共租界越界筑路。新华路的所在地原来是农田。此后发展为安静的高级住宅区哥伦比亚住宅圈（Columbia Circle），不少外国侨民居住于此。1943年汪精卫政府接收租界时，将其改名为察哈尔路。1947年复名法华路。1959年建国十周年时改为“新华路”，文化大革命“破四旧”时曾遭改名，不久又恢复“新华路”原名。
新华路、番禺路口为五星级的上海影城，此处在1930年代为哥伦比亚骑术学校（Columbia Riding）。

## 交汇道路
- 淮海西路
- 番禺路
- 定西路
- 凯旋路
- 中山西路
- 延安西路

## 名宅
- 211弄和329弄，建于1928年，俗称“外国弄堂”，包括数十幢花园住宅，内有瑞典公使官邸及西班牙总领事官邸，由匈牙利建筑师邬达克设计
- 200号陈果夫住宅，中国宫殿式新華路200號陳果夫舊居
- 593弄梅泉别墅

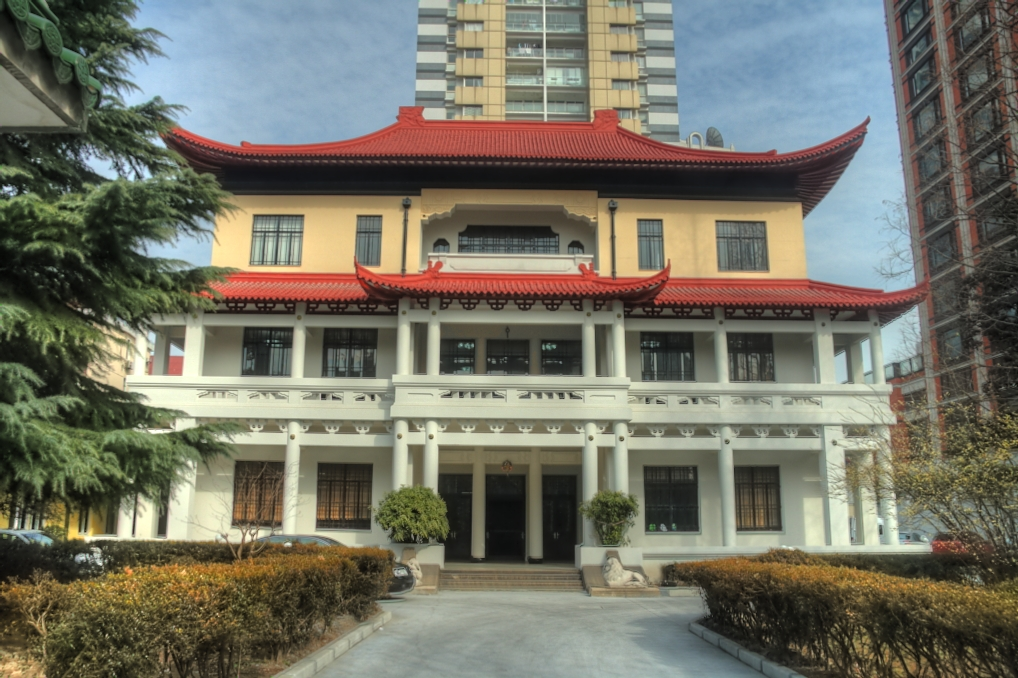
新華路200號陳果夫舊居

- 新华路336号，曾仲鸣住宅，陈纳德夫妇、董竹君曾先后在此居住。今上海民族乐团
- 新华路上中高档住宅林立，如新华路一号，鸿发苑，新华世纪园，申亚新华府，新华御庭等
- 法华镇路525号所在地曾經為法华禅寺

## 文学
- 英国小说《太阳帝国》中，主人公吉姆家住安和寺路的豪宅。